# Deryck Cooke
Deryck Victor Cooke (* 14. September 1919 in Leicester; † 26. Oktober 1976 in Thornton Heath) war ein englischer Musikwissenschaftler, der durch die Komplettierung der unvollendeten 10. Sinfonie Gustav Mahlers international bekannt wurde.

## Leben und Wirken
Deryck Cooke war Absolvent der Universität Cambridge. Von 1947 bis 1959 sowie von 1965 bis 1976 arbeitete er in der Musikabteilung der BBC. 
1959 begann Cooke, die vorhandenen Particell-Entwürfe der unvollendeten 10. Sinfonie Gustav Mahlers zu ergänzen. Unterstützt wurde er dabei durch den Komponisten und Dirigenten Berthold Goldschmidt, der das Resultat 1960 mit dem Philharmonia Orchestra London in der BBC zur Aufführung brachte. Diese Version wies allerdings noch Lücken in den beiden Scherzo-Sätzen der Sinfonie auf. Anhand ihm später durch die Familie Mahler zugänglich gemachter weiterer Skizzenblätter erstellte Cooke in den folgenden Jahren eine erste vollständige Version. Diese wurde durch Goldschmidt bei den Proms am 13. August 1964, wiederum mit dem Philharmonia Orchestra London, uraufgeführt. 1965 erfolgte eine erste Schallplattenaufnahme dieser Version (beim Label CBS mit dem Philadelphia Orchestra unter Eugene Ormandy). Eine weitere Aufnahme folgte 1966 unter Jean Martinon.
Bis 1972 erarbeitete Cooke schließlich noch eine zweite, revidierte Fassung gemeinsam mit David Matthews und Colin Matthews, die am 15. Oktober 1972 mit dem New Philharmonia Orchestra unter Leitung von Wyn Morris in London uraufgeführt wurde und 1976 im Druck erschien. Weitere Einspielungen folgten, beispielsweise unter Simon Rattle oder Eliahu Inbal. Von 1972 bis 1975 nahm Cooke erneut Revisionen seiner Fassung vor. Diese erneut revidierte Fassung erschien erst 1989 postum im Druck.
Die Aufführungsversion Cookes der 10. Sinfonie Mahlers ist in ihren verschiedenen Fassungen, wenngleich nicht unumstritten, bis heute – trotz weiterer Rekonstruktionsversuche anderer Musiker – die meistgespielte Fassung, sofern Mahlers gesamte 10. Sinfonie ins Programm genommen wird. Cooke, der in seiner Edition klar zwischen Mahlers Skizzen und eigenen Ergänzungen differenzierte, stellte niemals einen Authentizitätsanspruch, sondern sprach stets nur von einer „Performing Version“ (also Spiel- oder Aufführungsfassung), die nicht den Anspruch erhob, Mahlers mutmaßliche Endfassung des Werks darzustellen.
Neben dem Werk Mahlers galten Cookes Forschungsschwerpunkte den Komponisten Anton Bruckner und Richard Wagner.